# ドッグマン (2025年の映画)
『ドッグマン』（原題: Dog Man）は、アメリカのスーパーヒーローコメディアニメーション映画。ドリームワークス・アニメーションの製作、ユニバーサル・ピクチャーズの配給で2025年に公開された。
原作はデイブ・ピルキーによる児童文学シリーズ『ドッグマン』で、本作ではおおまかに第1巻、第3巻、第7巻の物語が翻案されている。また、同氏が原作の2017年の映画『スーパーヒーロー・パンツマン』のスピンオフ作品である。
同時上映は『バッドガイズ』の短編映画『The Bad Guys: Little Lies and Alibis』。
日本では劇場未公開だが、2025年7月1日に配信開始された。

## あらすじ
ナイトという名の人間の警察官とその犬のグレッグが仕事中に一緒に負傷したとき、命を救う手術が行われ、歴史の流れが変わり、ドッグマンが誕生した。

## 声の出演
- ピーター・ヘイスティングス - ドッグマン
- ピート・デイヴィッドソン - ピーティ
- リル・レル・ハウリー - チーフ
- アイラ・フィッシャー - サラ・ハットフ
- スティーブン・ルート - おじいちゃん
- ビリー・ボイド - シェーマス
- リッキー・ジャーヴェイス - フリッピー
- ポピー・リュー - 執事
- ルーネル・キャンベル - ミリー